# ترکواندا
ترکواندا (به ایتالیایی: Trequanda) یک کومونه در ایتالیا است که در استان سیه‌نا واقع شده‌است.

## خصوصیات
ترکواندا ۶۴٫۱ کیلومترمربع مساحت و ۱٬۳۸۸ نفر جمعیت دارد و ۴۵۳ متر بالاتر از سطح دریا واقع شده‌است.

## خواهرخوانده
شهر Poggio San Marcello خواهرخواندهٔ ترکواندا هست.